# Sonya Rose
Pour les articles homonymes, voir Rose.
Sonya O. Rose, née le 30 décembre 1935 et morte le 15 octobre 2020, est une historienne et sociologue américaine. Elle est professeure émérite d'Histoire, de Sociologie et d'Études féminines à l'université du Michigan, et chercheuse honoraire au sein du département d'Histoire, Études classiques et Archéologie au Birbeck College de l'université de Londres.

## Recherche
Sonya Rose est une experte des identités genrées dans l'histoire Britannique, avec un accent particulier sur le rôle de la femme dans le développement industriel au cours des 19e et 20e siècles, spécifiquement au cours de la seconde Guerre Mondiale. Elle a mené des recherches sur la société capitaliste, l'industrialisation et le rôle des femmes dans les usines au cours de ces périodes, notamment sur les mères travaillant en usine, exerçant les métiers de la dentelle dans le Nottinghamshire,. L'historienne Angela Woollacott note que, selon Sonya Rose, dans l'Angleterre industrielle du 19e siècle, la classe et le genre ne sont pas des systèmes ou des structures séparées, mais que les « relations de classe sont genrées et les différences de genres 'sont comme une lutte des classes. »
Sonya Rose a également étudié le rôle du républicanisme civique et de la citoyenneté au cours de la seconde Guerre Mondiale.

## Publications
La thèse de Rose, soutenue en 1974, était intitulée Managing uncertainty: The honeymoon period of new patients on an adolescent ward. Elle a écrit les livres suivants : Limited Livelihoods: Gender and Class in Nineteenth-Century England (University of California Press, 1992), Gender and Class in Modern Europe (Cornell University Press, 1996), Gender, Citizenship, and Subjectivities (Blackwell Publishers, 2002) et At Home with the Empire: Metropolitan Culture and the Imperial World, (Cambridge University Press, 2006), co-dirigé avec Catherine Hall. En 2010, Sonya Rose publie What is Gender History?, décrit par Katie Close de l'université de Glasgow comme mettant en avant « le dialogue du corps et de la sexualité, du genre et de la race/classe, des masculinités et des contributions des historiens du genre aux thèmes et sujets centraux de l'Histoire, comme les guerres et les révolutions. » On peut aussi citer son ouvrage "Gender at work" : Sex, class and industrial capitalism and Which people's war? : national identity and citizenship in Britain, 1939-1945 (2003).